# Crucible (Arrow)
Crucible es el cuarto episodio de la segunda temporada y vigésimo séptimo episodio a lo largo de la serie estadounidense de drama y ciencia ficción, Arrow. El episodio fue escrito por Andrew Kreisberg y Wendy Mericle, dirigido por Eagle Egilsson y fue estrenado el 30 de octubre de 2013.
Oliver descubre que un hombre que es conocido como "El Alcalde" está introduciendo armas ilegalmente a los Glades por lo que organiza un evento para tratar de limpiar la ciudad, al intercambiar las armas por dinero. Pero "El Alcalde" irrumpe en el evento con sus hombres y hiere gravemente a Sin. Furiosa por lo sucedido a su amiga, Canario sale en busca de venganza. Por otra parte, Felicity sorprende a Oliver con la información que descubre sobre Canario y Diggle se reencuentra con un viejo amigo. Finalmente, Adam Donner invita a salir a Laurel.

## Argumento
Oliver descubre que Canario está en realidad tras Laurel por lo que va a su departamento vestido como Arrow y se enfrenta con ella, descubriendo que se trata de Sara, la hermana de Laurel. Oliver confiesa a Diggle y Felicity que sabía que Sara había sobrevivido al accidente en el Queen's Gambit, sin embargo, creyó que había muerto en la isla, Diggle le pide a Oliver que les cuente la historia completa pero este último se niega hacerlo.
Sebastian Blood se reúne con Oliver y le revela que un hombre que es conocido como "El Alcalde" está introduciendo armas ilegalmente a los Glades, entonces Oliver organiza un evento para tratar de limpiar la ciudad, al intercambiar las armas por dinero que él mismo patrocinará en secreto. Isabel le dice a Oliver que no cuenta con el dinero suficiente para financiar el evento, sin embargo, Oliver decide hacerlo. En el evento, El Alcalde se hace presente y ordena a sus hombres disparar a los presentes. Oliver salva la vida de Sebastian pero Sin resulta herida de gravedad por lo que Roy le pide a Thea que busque ayuda.
El oficial Lance acude a Oliver en busca de ayuda después de que Laurel es detenida por el oficial Daily por conducir en estado de ebriedad. Preocupado por esto, Oliver intenta hablar con Laurel pero ella le dice que está bien y le pide que no se meta en su vida. Thea le dice a Roy que se portó como un verdadero héroe al salvarle la vida a Sin. Por otra parte, John se reúne con Lyla, quien le dice que un convoy del ejército que transportaba armas ha desaparecido. Lyla también le dice a Diggle que el cargamento de armas lleva un dispositivo GPS para su localización pero que éste fue desactivado al momento del robo. Felicity descubre que dicho dispositivo fue diseñado por Queen Consolidated y encuentra una falla que le permite reactivarlo, logrando saber su ubicación. Oliver va en busca del El Alcalde, quien logra escapar mientras el vigilante se enfrenta a sus hombres.
Oliver regresa a su guarida y Diggle y Felicity logran averiguar la verdadera identidad del Alcalde y descubren que su hermano adoptivo es militar y está trasladando un cargamento rumbo a Starling City. Mientras observa a Sin descansar, Sara es descubierta por Oliver, quien está decidido a parar las actividades del Alcalde y ella acepta. En el enfrentamiento, Canario y Arrow logran parar el intercambio de armas y logran capturar al Alcalde. Poco después, Oliver se encuentra con Sara en el hospital y le informa que ha pagado todos los gastos médicos de Sin. Finalmente, el Alcalde despierta frente al oficial Daily y un misterioso hombre bajo una máscara aparece y le inyecta una sustancia extraña mientras le cuenta sus planes crear un ejército de fuerza. El Alcalde convulsiona y muere aparentemente mientras el hombre se quita la máscara y revela ser Sebastian Blood, quien le pide al oficial Daily que le lleve a alguien más. El oficial Daily asiente y lo llama Hermano Sangre.
En un flashback, Oliver es interrogado por el capitán del Amazo acerca de los cadáveres que Shado, Slade y él encontraron en una cueva de la isla. Cuando Oliver se niega a dar información, el Capitán le dispara y poco después le acerca lo necesario para que extraiga la bala y cure la herida. El Capitán regresa e interroga nuevamente acerca de los cadáveres, como Oliver no dice nada, el hombre interpreta que están en la isla correcta. Finalmente, Oliver es sacado de su celda y llevado hasta el lugar donde se encuentra con Sara Lance.

## Elenco
- Stephen Amell como Oliver Queen.
- Katie Cassidy como Dinah Laurel Lance.
- David Ramsey como John Diggle.
- Willa Holland como Thea Queen.
- Emily Bett Rickards como Felicity Smoak.
- Colton Haynes como Roy Harper.
- Manu Bennett como Slade Wilson (crédito solamente).
- Susanna Thompson como Moira Queen (crédito solamente).
- Paul Blackthorne como el oficial Quentin Lance.

## Continuidad
- Moira Queen y Slade Wilson están ausentes en este episodio.

- Es el segundo episodio de la temporada en donde uno o más miembros del elenco principal están ausentes.

- El episodio marca la única aparición hasta el momento de "El Alcalde".
- El episodio también marca la primera aparición de "El Capitán" y Anatoli Knyazev, vía flashback.

- Anatoli Knyazev es el verdadero nombre de KGBestia, un personaje del Universo DC y enemigo de Batman.

- Lyla Michaels fue vista anteriormente en Home Invasion.
- Isabel Rochev fue vista anteriormente en City of Heroes.
- Sebastian Blood fue visto anteriormente en Identity.
- En este episodio se revela que Sara Lance sobrevivió al accidente del Queen's Gambit.
- Oliver revela que se encontró con Sara años atrás, cuando estaba cautivo en el Amazo.
- Sara revela conocer a Slade Wilson.
- Este es el primer episodio en el que Sebastian Blood es llamado Hermano Sangre.

- Su intención de formar un "ejército de fuerza para liberar la ciudad" es revelada.

- En este episodio se revela que el oficial Daily trabaja para Sebastian Blood.
- Se revela que el verdadero nombre de "El Alcalde" es Xavier Reed.

- Es asesinado tras serle inyectada una sustancia desconocida por órdenes de Sebastian Blood.

- En este episodio se deja ver que Laurel está teniendo problemas con su manera de beber.
- Sara Lance se convierte en la octava persona en conocer la verdadera identidad de Arrow, siendo John Diggle (Lone Gunmen), Derek Reston (Legacies), Helena Bertinelli (Muse of Fire), Felicity Smoak (The Odyssey), Tommy Merlyn (Dead to Rights), el Dr. Webb (Unfinished Business) y Malcolm Merlyn (Darkness on the Edge of Town), las otras siete.

## Banda sonora[3]
| N.º | Intérprete                | Título        | Álbum        |
| --- | ------------------------- | ------------- | ------------ |
| 1   | Chemical Heroes ft. Shirt | Control       |              |
| 2   | Daughter                  | Youth         | If You Leave |
| 3   | Sweatbeatz                | Cup In My Lap |              |
| 4   | Josh Record               | The War       | The War (EP) |

## Desarrollo

### Producción
La producción de este episodio comenzó el 2 de agosto y terminó el 13 de agosto de 2013.

### Filmación
El episodio fue filmado del 14 al 23 de agosto de 2013.

### Casting
El 5 de octubre se reveló que Jimmy Jean-Louis había sido contratado para interpretar en un arco de varios episodios a "El Capitán", un personaje que está asociado con el Dr. Ivo.

## Recepción

### Recepción de la crítica
Jesse Schedeen de IGN, calificó al episodio como grandioso y le dio una puntuación de 8.6, comentando: "La segunda temporada de Arrow sigue superando a la primera. Esta semana destaca por una gran colaboración en equipo entre Ollie y Canario Negro, que ofrece una nueva visión de la historia del programa. Amell y Lotz disfrutaron de una gran dinámica, Hermano Sangre se está convirtiendo en un villano interesante y el arco argumental de Laurel está mejorando", aunque señala algunos puntos negativos, como que "es difícil sacar el tema de la Liga de Asesinos sin tener que traer a Ra's al Ghul frente a la cámara, pero aun así [el episodio] hizo un trabajo encomiable en la continuación de las grandes revelaciones de la semana pasada" y considera que "personajes como Diggle e Isabel están siendo poco utilizados".

### Recepción del público
En Estados Unidos, Crucible fue visto por 2.37 millones de espectadores, recibiendo 0.8 millones de espectadores entre los 18 y 49 años, de acuerdo con Nielsen Media Research.